# Terezín (district de Hodonín)
Pour les articles homonymes, voir Terezín.
Terezín (en allemand : Theresiendorf) est une commune du district de Hodonín dans la région de Moravie-du-Sud, en République tchèque. Sa population s'élevait à 383 habitants en 2020.

## Géographie
Terezín se trouve à 8 km au nord-ouest de Klobouky u Brna, à 18 km au nord-ouest de Hodonín, à 37 km au sud-est de Brno et à 220 km au sud-est de Prague.
La commune est limitée par Násedlovice au nord, par Hovorany à l'est, par Čejč au sud et au sud-ouest, et par Kobylí et Krumvíř à l'ouest.

## Histoire
Terezín est le village le plus récent du district de Hodonín. Il a été fondé en 1774 lors des réformes thérésiennes et nommé Theresiendorf ou Terezín en l'honneur de l'impératrice Marie-Thérèse.